# 桐一葉
『桐一葉』（きりひとは）は、坪内逍遥作の歌舞伎の演目。1894年（明治27年）11月から1895年（明治28年）9月にかけ『早稲田文学』に連載。1904年（明治37年）3月東京座初演。6幕16場。

## 概要
すでに逍遥は『小説神髄』『当世書生気質』の2作で日本の近代文学創造に大きな業績をあげていたが、シェイクスピア作品の翻訳に従事する傍ら、日本の近代劇の創造にも手を染めた。そのきっかけが『桐一葉』である。物語の内容がともすれば荒唐無稽だった古典歌舞伎とも、改良がうわべだけでまるで新聞記事を読むような無味乾燥だった活歴物とも違う、新しい歌舞伎劇を目指すべく、明治26年（1893年）に論文『我が邦の史劇』を発表、その実践例としてこの作品を創作した。
後に逍遥は、
淀君は秀吉とともに朝鮮出兵の戦勝の宴を吉野山で祝っている。桜が満開の中での祝宴の最中、武悪の面をかぶった2人の奴が女馬子とともに現れる。奴の一人、実は佐々成政が秀吉を暗殺するが、不思議にも死体が起き上がり石田三成の変装と分かる。実の秀吉は武悪の面をかぶったもう一人の奴。馬子は淀君の変装であった。改めて祝宴を張る2人。だが、秀吉の姿はいつしか憤死した豊臣秀次へ…。

### 畜生塚の場
華やかな吉野山はいつの間にか荒れ果てた墓になる。ここは秀次の首を埋めた畜生塚である。淀君は秀次・小西行長・石田三成の怨霊に苦しむ。

### 淀君寝所密訴の場
果てして今のはすべて淀君の夢であった。心身ともに疲れ果てた淀君は、徳川家の仕打ちに憤然としている。そこへ正栄尼が徳川家の三つの難題を知らせに来たため、淀君のヒステリーはひどくなるばかりである。淀君の寵臣大野修理は、片桐且元を不忠者として粛清することを進言する。

### 第三幕

#### 城内溜りの場
大野親子にそそのかされた石川伊豆守は且元を面罵する。だが、且元はひたすら耐えるばかり。命乞いまでする態度に伊豆守はあざけり、且元を蹴り倒す。

#### 黒書院内評議の場
秀頼、淀君らが家臣を集め且元の処遇をめぐって評議している。大野親子は処罰を主張するが、折しも登城した木村重成の説得に、秀頼は重成を使者に立てて且元の本心を探ることを命じる。

#### 片桐邸上使
且元は夜遅く一人算盤を手に軍用資金の遣り繰りに苦しんでいる。奥方の一葉は夫が裏切り者や卑怯者と謗られるのに耐えきれず涙ながらに苦渋を訴える。そこへ重成が秀頼の上使として来訪。且元は本心を明かし、徳川家との衝突は早晩避けられないが、力を蓄えて時節を待つこと。そのためには今は無理難題も受け付けておくことの大事さを説く。その深謀に感心する重成であった。そしてここにもう一人、且元を討とうと忍び込んだ伊豆守が現れ、身の不明を恥じ片目を刳りぬき謝罪する。且元は伊豆守に血気にはやることの愚かさを説く。

### 第四幕

#### 豊国神社鳥居前の場
大野親子の命を受けた珍伯は、通りかかった蜻蛉に、父の命を助けたければ許婚の木村重成に取り次いでもらえと告げる。実は重成のとりなしで淀君の勘気を解かせ、且元を登城させて討ち取る陰謀なのだ。そうとは知らぬ蜻蛉はいそいそと文を書くが、銀之丞に奪われる。さらにそれを腰元・椋鳥が奪い、3人が相入りまみれたまま争いとなる。

#### 随身門前
折悪くも3人は淀君の参詣に出くわす。蜻蛉はとっさに文の半分を飲み込むが残りを取り上げられる。そこへ珍伯が来て文は重成への恋文と嘘の証言をする。不審がった淀君は蜻蛉を腰元饗庭の部屋に連れ帰るよう命じる。

### 第五幕

#### 渡辺内蔵介邸の場
銀之丞は蜻蛉恋しさに駄々をこねて乳母のお虎ら周囲を困らせている。母の正栄尼は内蔵介と何やら密談する。

#### 饗庭局部屋の場
蜻蛉のもとに正栄尼が訪れ、父の苦境を救う代わりに銀之丞と祝言を上げるよう、そして且元に登城を願う文を書けと迫る。蜻蛉はやむなく従う。正栄尼が去った後入れ違いに来た饗庭は、大野親子の陰謀を明かし文を書けば父の命が危ないことを告げる。陰謀の中にはまり込んだ蜻蛉は半狂乱となる。

#### 奥殿長廊下乳母自害の場
銀之丞は蜻蛉と結ばれることを知って大喜び、腰元らと乱痴気騒ぎを演じている。そこへ蜻蛉自害の知らせ。銀之丞は泣きわめき当たり散らすが、狂い出して池に投身する。乳母も後を追って自害する。
（原作では、このあと道軒と正栄尼との間に且元暗殺の陰謀をめぐらせる場面と、淀君の精神が狂い始め大野修理がとりなしている報告の件がある）

#### 淀君寝所珍伯横死の場
不安にさいなまれた淀君は、現実から逃れようと寵臣の大野修理と逢瀬を楽しんでいるが、またしても秀次の怨霊に苦しみ半狂乱となり、来かかった珍伯を誤って殺害する。

### 第六幕

#### 片桐邸奥書院の場
淀君からその方の忠節を疑わないという手紙が届き、且元は意を決して登城せんとするが、友人の織田常真から、淀君の手紙は大野親子の陰謀であることと娘蜻蛉の自害がもたらされる。戦闘が始まった模様である。皆がいぶかるところへ石川伊豆守が駆け付け、大野親子を誅せんと戦闘をしかけ共に闘うことを勧めるが、且元はその短慮を攻め、豊臣家の内紛が徳川家に付け込まれる一因となり伊豆守の勝手な行為で自らの計画が潰れてしまったと嘆く。伊豆守は申し訳なさに自害。大野親子が攻めてくるのも時間の問題となった。且元は屋敷を立ち退くことを決意。庭の桐の葉が静かに散りゆくのを見ながら「我が名にちなむ庭前の、梧桐尽く揺落なし、蕭条たる天下の秋、ああ有情も洩れぬ栄枯盛衰、是非もなき定めじゃなあ」と嘆息する。　

#### 長柄堤訣別の場
且元を討とうとする大野親子の一味が鉄砲で追われた後、ただ一騎でやってきた且元は、夜明け前の淀川の堤で遠く大坂城をながめ感慨にふけりながら、木村重成を待つ。やがて馬を馳せて駆けつけた重成に自身の思いを打ち明け、最後の最後まで豊臣家のために尽くしたのもむなしく、もはや徳川家との戦争は避けられなくなったことを共に嘆く。且元は重成に後の事を託しそれぞれ別れてゆく。

## 初演時の配役
- 片桐且元：　　　　　 三代目片岡我當
- 淀君・女馬子：　 　　五代目中村芝翫
- 木村重成・佐々成政： 八代目市川高麗蔵
- 石川伊豆守・秀吉：　 初代市川猿之助
- 銀之丞：　　　　　　 三代目澤村訥升
- 蜻蛉・一葉：　　　　 六代目市川門之助
- 大野道軒：　　　　　 五代目市川壽美蔵
- 大野修理：　　　　　 七代目澤村訥子
- 饗庭・乳母お虎：　　 六代目中村傳九郎
- 正栄尼：　　　　　　 四代目中村仲蔵

## 名優たちと『桐一葉』
五代目中村歌右衛門は淀君を、十一代目片岡仁左衛門は且元をそれぞれ当たり役とし、その後もこの作品を幾度も再演した。
五代目歌右衛門はヒステリー気味の淀君を表現するために、わざわざ精神病院に出向いて患者を観察するほどの入れ込みようで、そんな努力によって造形された淀君は第一級の評価を受けた。以後はこの淀君が彼生涯の当たり役となり、数多くの作品の初演で自ら淀君をつとめた。これを成駒屋中村歌右衛門家のお家芸としてまとめたのが『淀君集』で、そこに名を連ねる一連の役柄はどれも「淀君」という独特な家の芸となった。また五代目歌右衛門は、障害のあった体の固さを優れた口跡と独自の発声法で補ったが、特に淀君のそれは観客の誰もが淀君かくありなんと思わしめるほどのものだったといい、これが録音盤に吹き込まれて販売されるとすぐに売り切れるほどの大評判となった。
明治40年（1907年）ごろ、我當時代の十一代目片岡仁左衛門が門人や若手を率いて『桐一葉』をメインとする旅巡業を広島から福岡、熊本にかけて行った。どこへ行っても新しい劇を望む観客の支持を受けて、彼の且元は大好評、大入り満員のため3日間興行が普通なのに2週間近くのロングランを続けた。調子に乗った我當は帰路も同じ場所で興行を続けたが、さすがに同じ『桐一葉』というわけにはいかず、やむなく他の演目を出したところ、今度は逆にさんざんな不評で一座は難渋した。
十五代目市村羽左衛門と三代目市川壽海の木村重成、そして六代目尾上菊五郎と七代目尾上梅幸の銀之丞は、後世に語り継がれる当たり役だった。壽海が昭和43年（1968年）につとめた重成は絶品で、当時80歳を越えていたにもかかわらず、その清新な芸風と爽やかな口跡が重成の性根にぴったりで、どう見ても台本どおりの20歳の若者だったという。
十三代目片岡仁左衛門は、父の十一代目仁左衛門の且元と十五代目羽左衛門の重成が忘れられず、昭和30年代に天竜寺で三男の片岡孝夫と『長柄堤』を上演した際、自らは十一代目仁左衛門の型で、孝夫には十五代目羽左衛門の型でこれをつとめさせた。以後十三代目仁左衛門は、この『長柄堤』を一度は劇場の檜舞台で孝夫とつとめることを生涯の念願とし、昭和63年（1988年）11月の国立劇場における『桐一葉』の通し狂言でこれを実現させている。

## 文学性豊かな『桐一葉』
逍遥の手になる台詞は、それまでの歌舞伎の科白と違い、難解な語句を多用しながらも芸術性豊かな出来で、この劇の品格を高めている。最も有名なのが、「長柄堤」の且元、重成の悲痛な台詞・前述の第6幕第1場における且元の「我が名に因む庭前の」の独白、第2幕第3場の淀君の長台詞である。それは
咲き乱れたる 山百合の、あの絵襖を 見るにつけ、
思いぞいずる 過来しかた、所も加賀の 白山なる、
千蛇が池の 名産と、世に聞こえたる 黒百合の、
その花くらべ が原となり、北政所の 憎しみ受け、
はかなく滅びし 佐々成政。いでそのころは 自らが、
盛りの花や 春深き、聚楽殿の 栄華の夢、
我ひとたび 笑むときは、布衣より出でて 天が下、
六十余州を 掌握ありし、あの太閤とて 何の英雄。
栄えときめく 諸大名も、皆みずからを 憚りの、
関とざさねど 豊臣の、世は泰平と 思いのほか、
さんぬる三年の 秋の風、頼みに思いし 治部少輔も、
小西と共に 木枯らしの、荒れすさびゆく 木の下かげ。
という格調高い美文調のもので、五代目中村歌右衛門の十八番であった。
内田魯庵は『桐一葉』の発表が革命的なものであったとし、
「坪内君が『桐一葉』を書いた時は、團十郎が羅馬法王で、桜痴居士が大宰相で、黙阿弥劇が憲法となっている大専制国であった。この間に立って論難攻撃したり新脚本を書いたりするのは、ルーテルが法王の御教書を焼くと同一の勇気を要する。…何百年間封鎖して余人の近づくを許さなかったランド・オブ・カブキの関門を開いた」（『中央公論・逍遥号』明治44年）
と評している。それまで、座付の狂言作者の脚本しか上演されなかった（明治32年に松居松翁作の『悪源太』が上演されたのを例外として）閉鎖的な歌舞伎界に、近代の風を通す大きな穴を開けたのである。以降、岡鬼太郎・岡本綺堂・小山内薫・池田大伍・真山青果・舟橋聖一・谷崎潤一郎など外部からの新作歌舞伎が多く作られることになる。
なお、『桐一葉』はシェイクスピア作品を一つの手本としているため、その影響が随所に見られる。且元の性格は『ハムレット』のハムレットに、蜻蛉はオフィーリアに類似し、銀之丞は『リア王』のリア王、その死はオフィーリア水死の場を彷彿とさせる。また淀君が珍伯を殺害する場には『ハムレット』のポローニアス宰相殺害の場の影響が、その淀君の性格は『マクベス』のマクベス夫人のそれの影響を見逃せない。しかし一方で、美文調の台詞まわしや浄瑠璃は近松門左衛門から連綿と続く伝統歌舞伎そのもので、逍遥が近松と沙翁（シェイクスピア）という東西の戯曲家を意識してこの作品を仕上げたことが伺われる。